# Vaotettix parallelus
Vaotettix parallelus är en insektsart som beskrevs av Podgornaya 1986. Vaotettix parallelus ingår i släktet Vaotettix och familjen torngräshoppor. Inga underarter finns listade i Catalogue of Life.